# Fernando Ávalos
Fernando Horácio Ávalos (* 31. März 1978 in Paso de los Libres, Provinz Corrientes, Argentinien) ist ein ehemaliger argentinischer Fußballspieler. Der Innenverteidiger wurde durch seine Zugehörigkeit an den FC Basel und den MSV Duisburg bekannt.

## Laufbahn
Fernando Ávalos begann seine Karriere bei den Boca Juniors. Ab 1998 folgten weitere Stationen in Buenos Aires bei den Erstligisten CA Nueva Chicago und CA Huracán, wobei er mit letzterem 1999 aus der Primera División abstieg, sowie dem zweitklassig spielenden Klub Deportivo Español.
In den Jahren 1999 und 2000 war Ávalos in Brasilien bei Real Salvador und Corinthians São Paulo aktiv. 2000 wechselte er nach Europa und schloss sich dem Schweizer Erstligisten FC Basel an, bei dem er in der darauffolgenden Saison unter Vertrag stand. Darauf folgten mehrere Spielzeiten in Portugal bei Boavista Porto und Nacional Funchal.
Seit Januar 2008 spielte Ávalos beim deutschen Verein MSV Duisburg. Er stieg mit dem Klub im Sommer 2008 aus der Bundesliga in die 2. Bundesliga ab. Im Januar 2009 löste der MSV Duisburg den Vertrag auf, worauf Âvalos zu Belenenses Lissabon wechselte. Nach einem Spieljahr beim zypriotischen Verein Nea Salamis Famagusta zog es den Argentinier 2010 auf die portugiesische Insel Madeira, wo er zunächst für AD Camacha spielte und von 2011 bis 2013 bei União Madeira in der Liga de Honra unter Vertrag stand. Anfang 2014 wechselte er zu Bravos do Maquis nach Angola, wo er Ende 2016 seine Laufbahn beendete.